# 麥克唐納角
71°32′S 61°11′W / 71.533°S 61.183°W
麥克唐納角（英語：Cape MacDonald）是南極洲的海岬，位於帕爾默地，處於奧多姆灣入口處南面，海拔高度435米，在1940年由美國研究隊發現，現時由南極條約體系管理。